# Cegonha-oriental
A Cegonha-oriental (Ciconia boyciana) é uma espécie de cegonha ameaçada de extinção. Distingue-se da cegonha-branca pelas suas patas vermelhas.

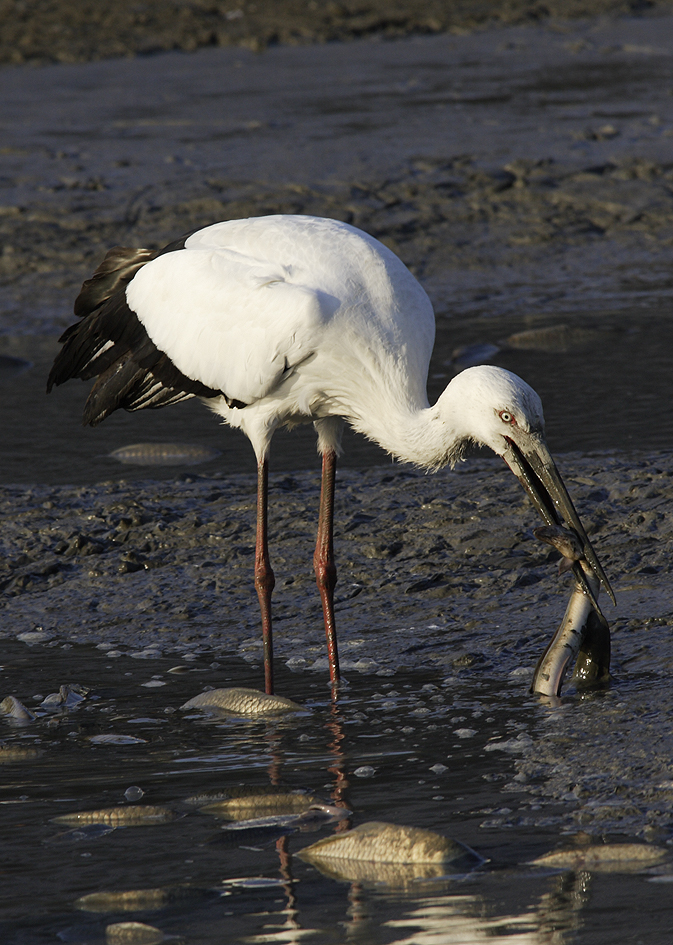
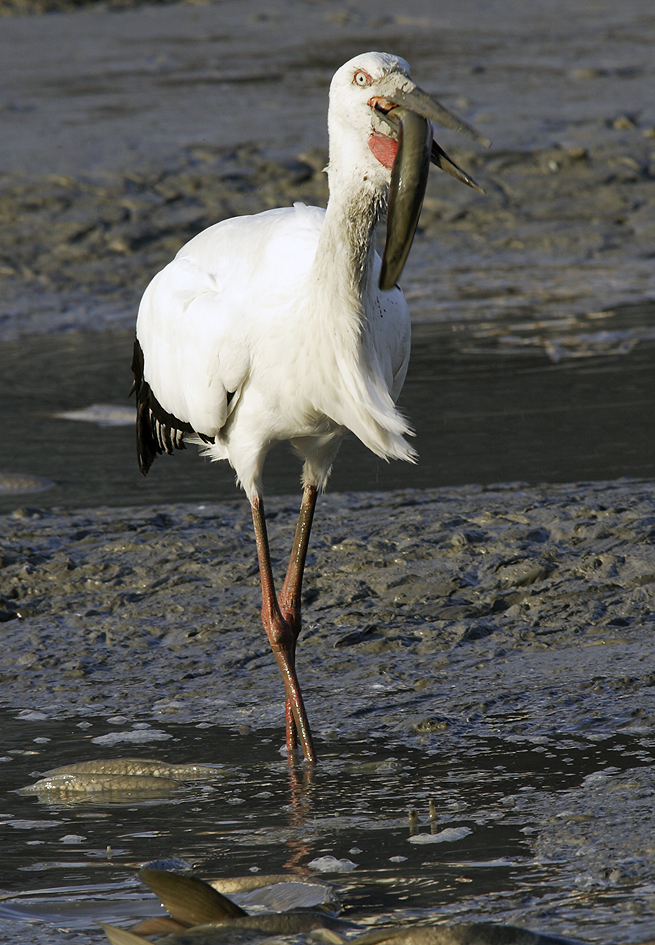
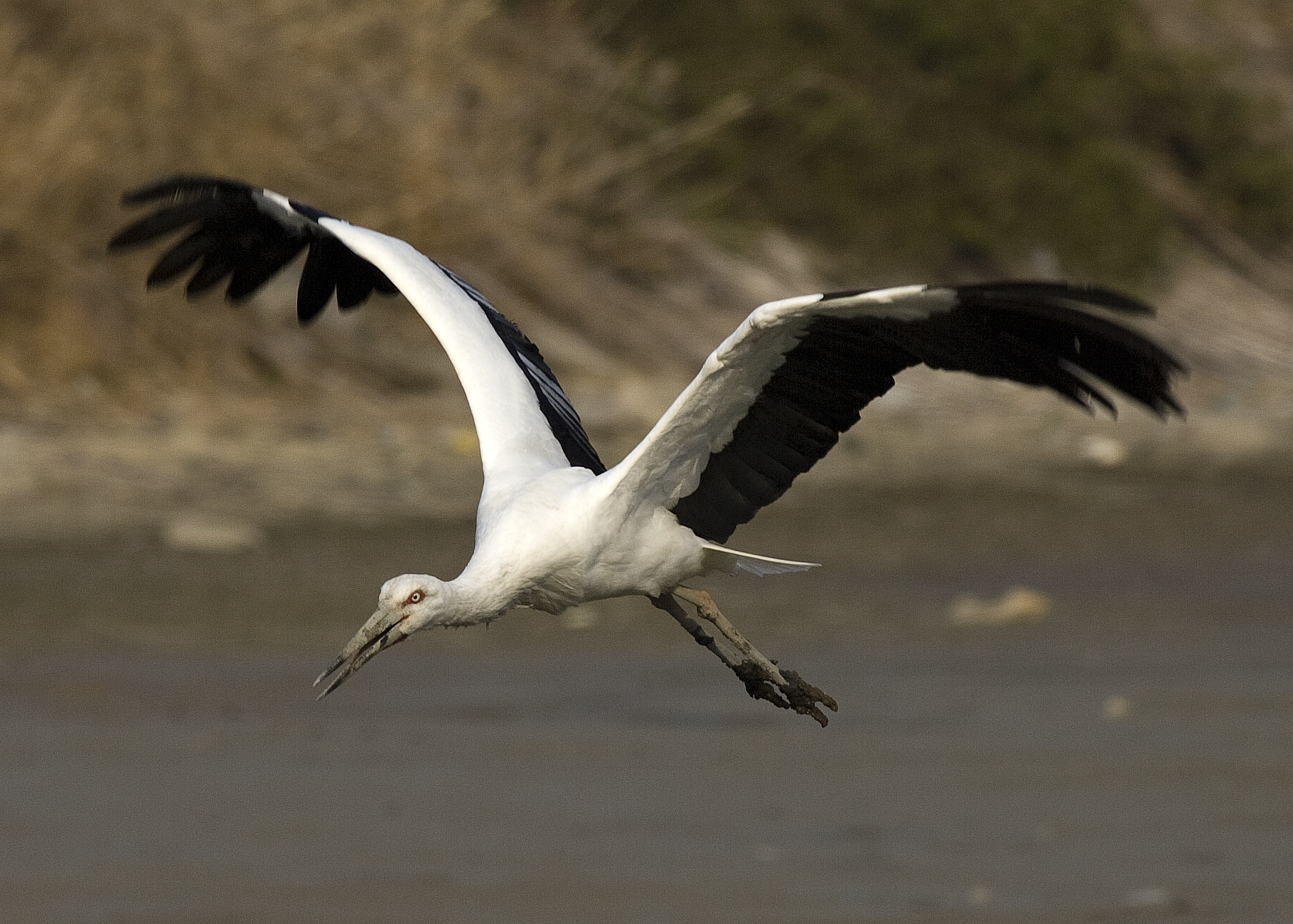